# Challenger de Pau 2025
El torneo Teréga Open Pau–Pyrénées 2025 fue un torneo de tenis perteneció al ATP Challenger Tour 2025 en la categoría Challenger 125. Se trató de la 7ª edición; el torneo tuvo lugar en la ciudad de Pau (Francia), desde el 17 hasta el 23 de febrero de 2025 sobre pista dura bajo techo.

## Jugadores participantes del cuadro de individuales
| Preclasificado | País                    | Jugador           | Rank1 | Posición en el torneo |
| 1              | Bandera del Reino Unido | Jacob Fearnley    | 78    | Cuartos de final      |
| 2              | Bandera de Bélgica      | Raphaël Collignon | 122   | CAMPEÓN               |
| 3              | Bandera de Francia      | Richard Gasquet   | 128   | Segunda ronda, retiro |
| 4              | Bandera de España       | Martín Landaluce  | 135   | Primera ronda         |
| 5              | Bandera de Francia      | Harold Mayot      | 136   | Segunda ronda         |
| 6              | Bandera de Francia      | Grégoire Barrère  | 151   | Primera ronda         |
| 7              | Bandera de Bélgica      | Alexander Blockx  | 154   | Segunda ronda         |
| 8              | Bandera de Eslovaquia   | Lukáš Klein       | 156   | Semifinales           |

- 1 Se ha tomado en cuenta el ranking del 10 de febrero de 2025.

### Otros participantes
Los siguientes jugadores recibieron una invitación (wild card), por lo tanto ingresan directamente al cuadro principal (WC):
- Arthur Bouquier
- Benoît Paire
- Arthur Fery

Los siguientes jugadores ingresan al cuadro principal tras disputar el cuadro clasificatorio (Q):
- Maxence Beaugé
- Pierre Delage
- Evgeny Karlovskiy
- Lukáš Pokorný
- Lucas Poullain
- Patrick Zahraj

## Campeones

### Individual Masculino
- Raphaël Collignon derrotó en la final a  Patrick Zahraj por 6–2, 6–4

### Dobles Masculino
- Jakob Schnaitter /  Mark Wallner derrotaron en la final a  Alexander Blockx /  Raphaël Collignon por 6–4, 6–7(7), [10–8]